# Berge (Teruel)
Berge ist eine Gemeinde (municipio) mit 216 Einwohnern (Stand: 2024) in der Provinz Teruel in der Autonomen Region Aragón in Spanien. 

## Lage
Berge liegt etwa 75 Kilometer nordöstlich von Teruel in einer Höhe von ca. 720 m.

## Bevölkerungsentwicklung
| Jahr      | 1970 | 1981 | 1991 | 2001 | 2011 | 2021 |
| Einwohner | 341  | 274  | 260  | 248  | 258  | 234  |

## Sehenswürdigkeiten
- Peterskirche (Iglesia de San Pedro Mártir)
- Franziskuskapelle

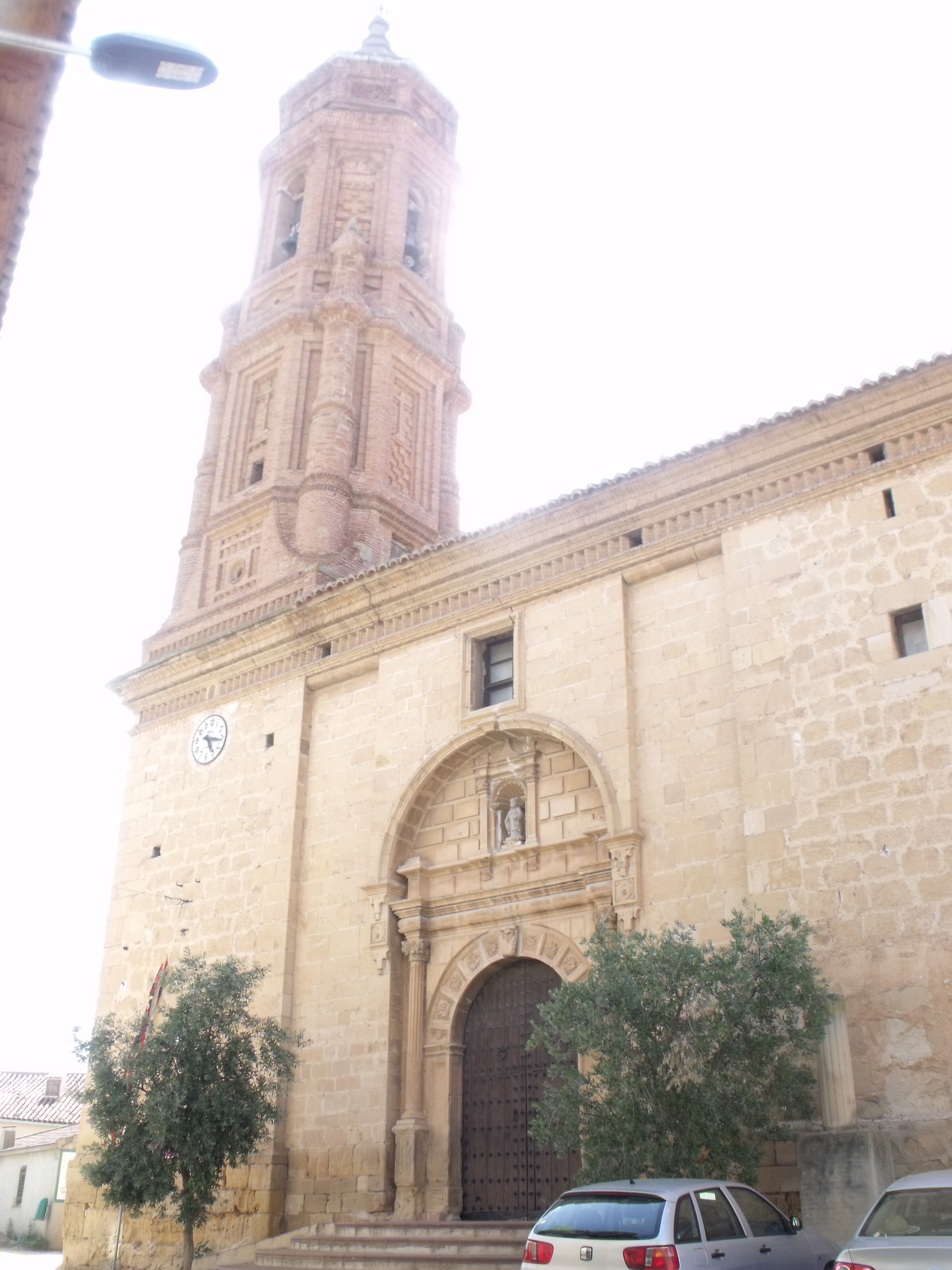
Peterskirche
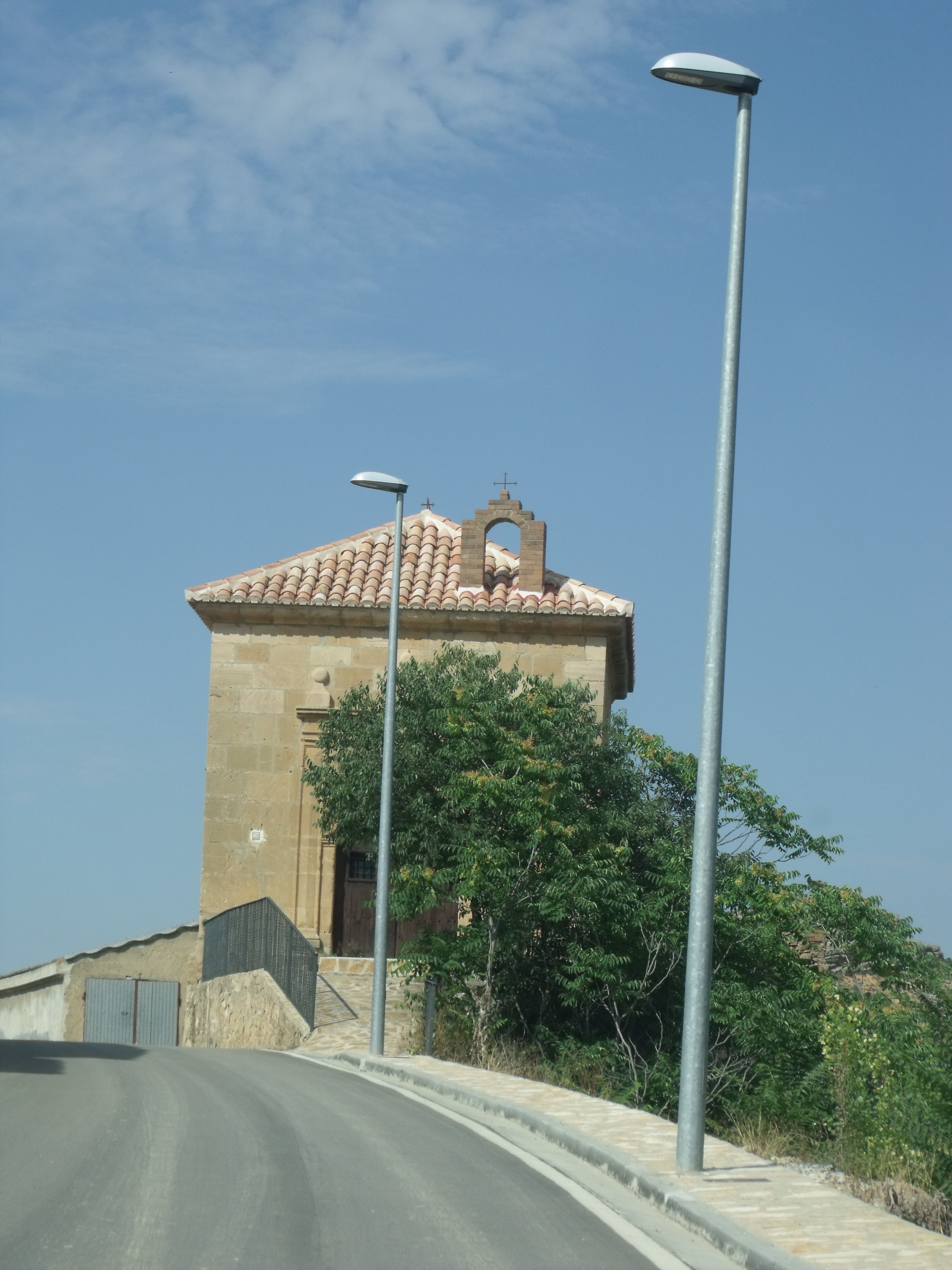
Franziskuskapelle
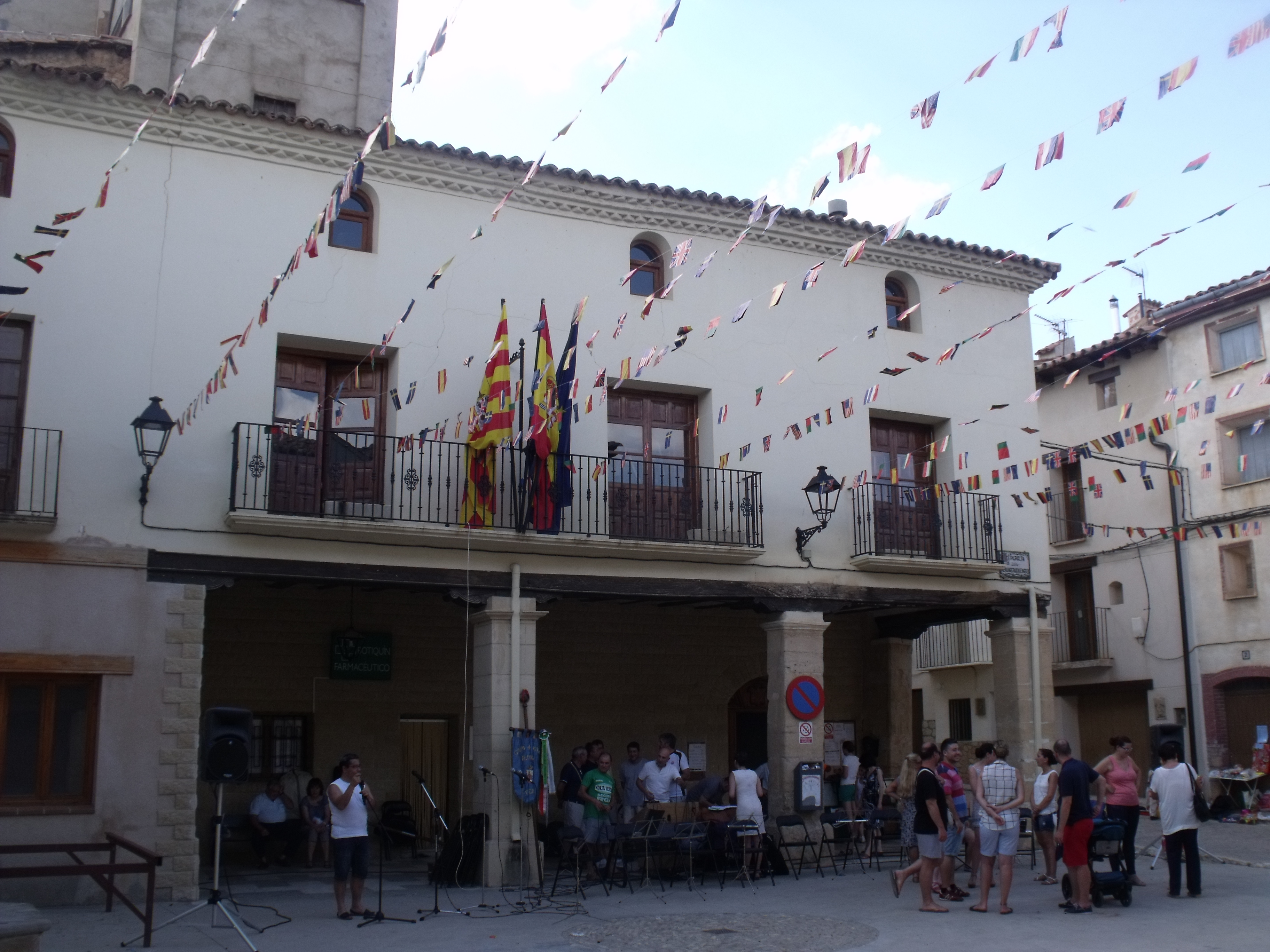
Rathaus